# خومیاژا (استان اوپوله)
خومیاژا (به لهستانی: Chomiąża) یک روستا در لهستان است که در گمینا گووبچتسه واقع شده‌است.